# Hyles nervosa
Hyles nervosa és una espècie de lepidòpter ditrisi de la família dels esfíngids (Sphingidae) pròpia de les muntanyes d'Àsia Central.

## Taxonomia
Va ser descrit com a Celerio euphorbiae nervosa  per Lionel Rothschild i Karl Jordan el 1903.

## Característiques
Té una envergadura de 68 a 87 mm. En el mascle, les tègules estan vorejades de blanc, l'abdomen només té dues taques laterals negres i les franges de les tergites no són blanques al llarg de la carena dorsal. Dorsalment, les venes de les ales anteriors estan perfilades amb blanc a la zona post-discal.
Els ous són quasi esfèrics, molt semblants als del esfinx de les lletereses (Hyles euphorbiae), la larva adulta mesura fins a 8 cm.

## Distribució
Hyles nervosa es troba a l'est d'Afganistan, encara que s'han trobat exemplars al nord-oest de l'Índia nord del Pakistan i Xina en altituds entre 2500 i 3250 metres.

## Història natural
L'eruga s'alimenta de plantes del gènere Euphorbia.